# Belitung

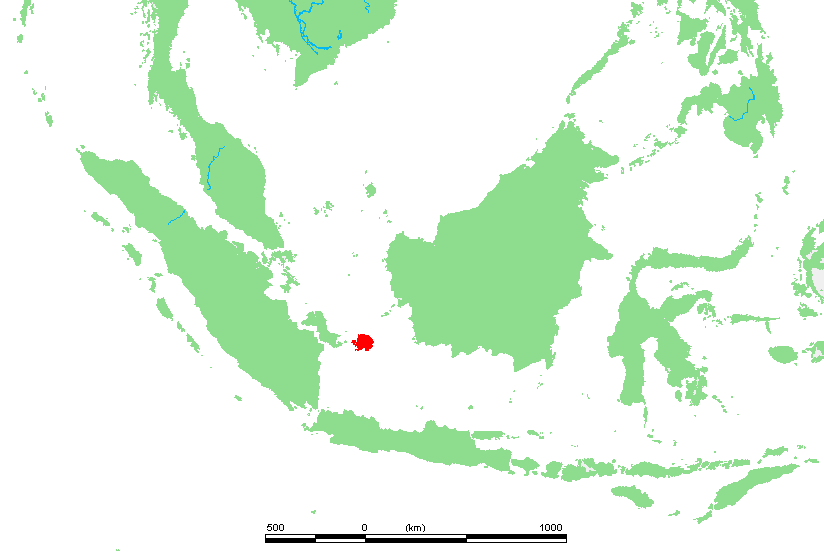
Situation de Belitung en Indonésie

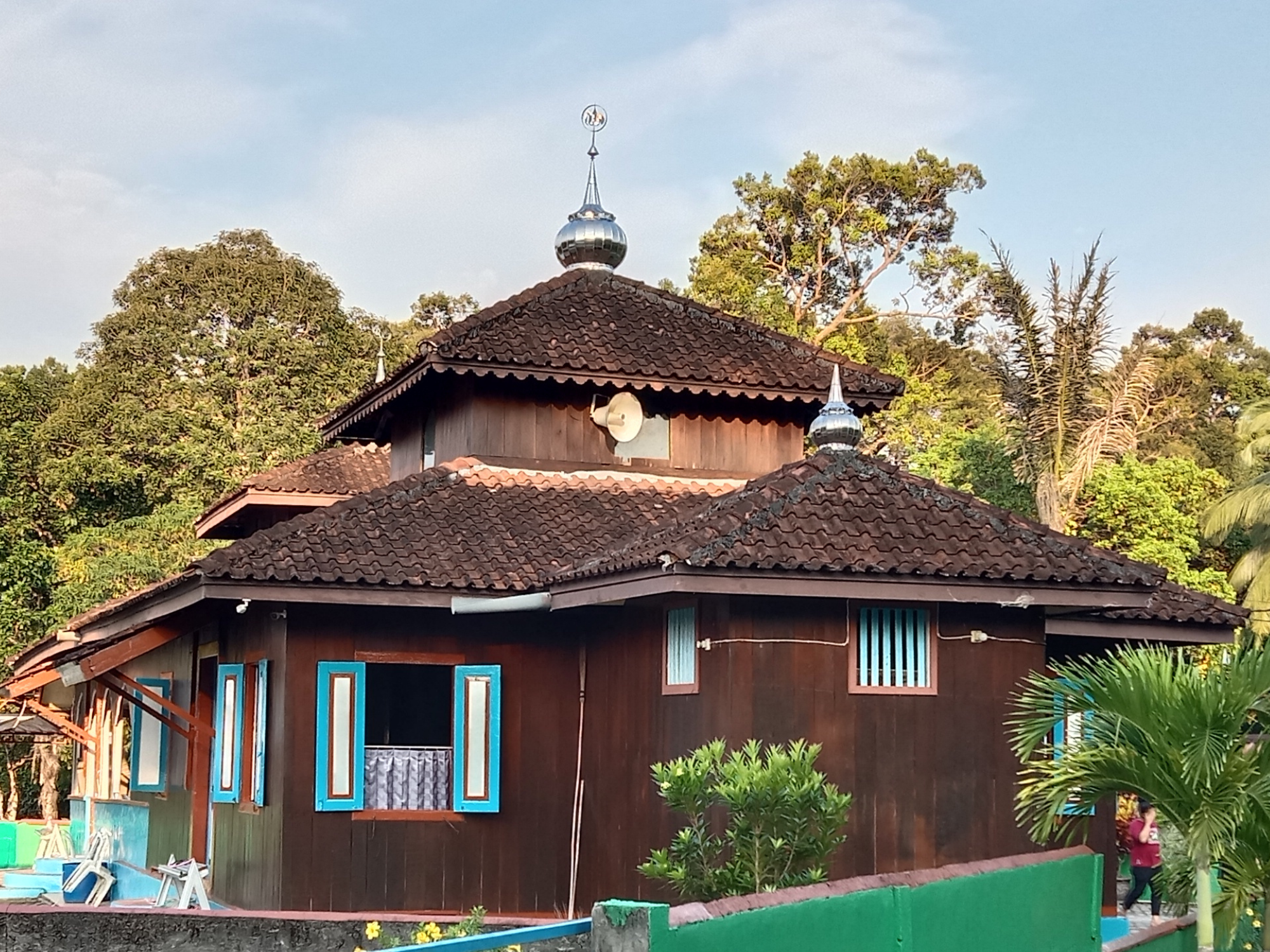
La mosquée Al Ikhlas à Sijuk

Belitung, connue autrefois sous son nom anglais et néerlandais de Billiton, est une île d'Indonésie située au large de la côte orientale de Sumatra, dans la mer de Java. L'île était réputée pour son poivre et son étain.
Administrativement, Belitung est divisée en deux kabupaten de la province des îles Bangka Belitung :
- Belitung proprement dit, avec pour chef-lieu Tanjung Pandan, qui est également la principale ville de l'île, et
- Belitung oriental, avec pour chef-lieu Manggar.

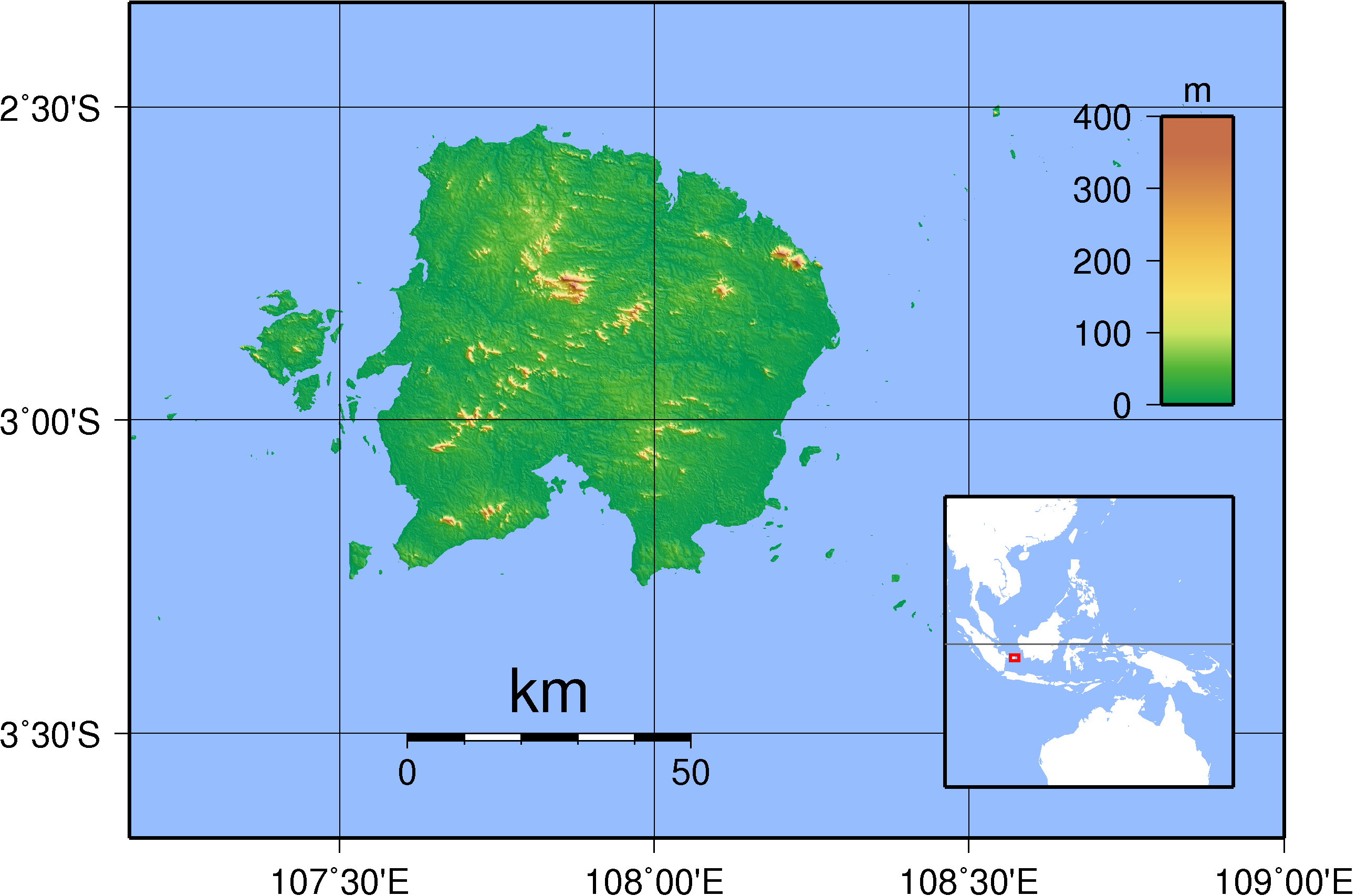
Carte topographique de Belitung

## Histoire
En 1998, des pêcheurs découvrent dans le détroit de Gaspar qui sépare Belitung de sa voisine Bangka, l'épave d'un ancien bateau arabe. L'analyse au carbone 14, ainsi que celle des céramiques trouvées dans l'épave, ont permis de la dater du IXe siècle.
Le prince Cakraningrat III ou K. A. Gending (1696-1700) divise la principauté en 4 ngabehi : Badau, Sijuk, Belantu et Buding.
Cakraninggrat VI (1755-1785) demande l'aide du sultan de Palembang.
Les cartes européennes du XVIIIe siècle ne donnent que des contours vagues de Belitung. Bien que l'île ne soit pas éloignée des grandes routes maritimes, ce n'est qu'au XIXe siècle qu'elle sort de l'ombre. L'île est en effet cédée par le sultan de Palembang aux Anglais en 1812. Ceux-ci la cèdent à leur tour aux Néerlandais dans le cadre du traité de Londres de 1824.

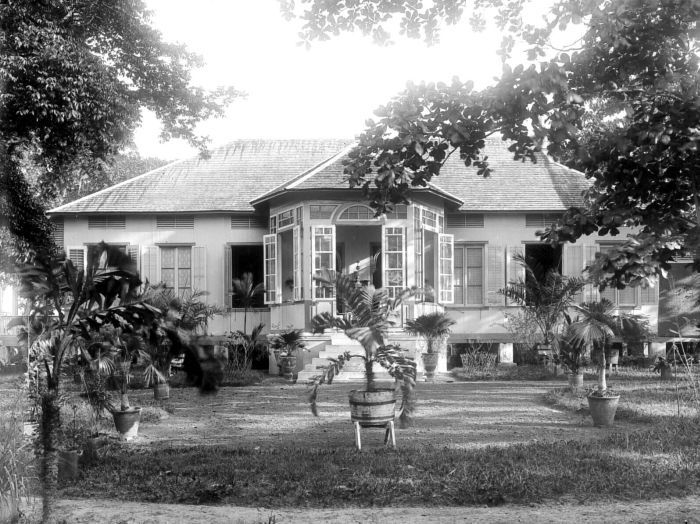
Résidence de l'administrateur de la Billiton Maatschappij à Manggar

Cakraningrat VIII signe en 1851 un accord avec les Néerlandais pour l'exploitation de l'étain.

## Économie
De 1860, date de sa création, à 1958, date de sa nationalisation, l'économie de Belitung a été dominée par la Billiton Maatschappij, la compagnie minière qui en exploitait l'étain.

## Les princes de Belitung
Ils portaient le titre de Depati (du javanais Adipati, "gouverneur") :
- Cakraningrat I ou Ki Gegedeh Yakub (1618-1661) fonde la principauté
- Cakraningrat II ou Ki Agung Abdullah atau Ki Mending (1661-1696)
- Cakraningrat III ou K. A. Gending (1696-1700)
- Cakraninggrat IV ou K. A. Bustam, jeune frère de Gending
- Cakraninggrat V ou K. A. Abudin (1740-1755), fils de Bustam
- Cakraninggrat VI ou K. A. Usman (1755-1785), jeune frère d'Abudin
- Cakraningrat VII ou K. A. Muhammad Hatam (1785-1815), fils d'Usman
- Cakraningrat VIII ou K. A. Rahad